# Evangelický kostel (Nusle)
Evangelický kostel v Nuslích je nárožní funkcionalistická budova sboru Českobratrské církve evangelické z roku 1934. Nachází na malém náměstí v ulici Žateckých 1169/11 v Nuslích, městské části Praha 4. V budově sídlí nuselský Farní sbor Českobratrské církve evangelické.

## Budova

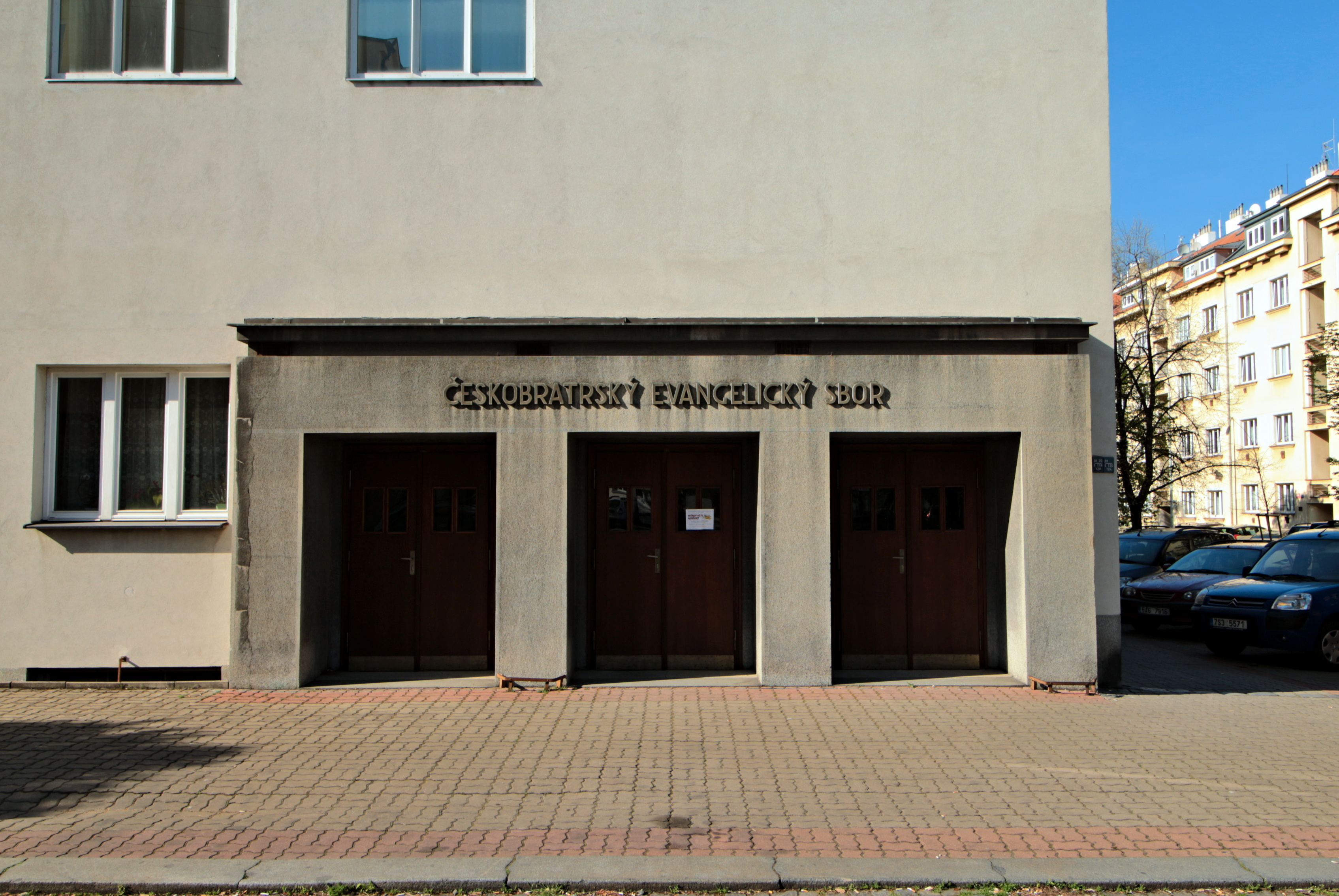
Vstupní část kostela

Nárožní budova nuselského Husova sboru byla navržena v roce 1934 architekty Bohumírem a Ladislavem Kozákovými jako víceúčelová stavba.
Bratři Kozákovi objekt pojali jako poměrně prostou pravoúhlou budovu s mírně vyvýšenou hranolovou vížkou na uličním nároží.

### Interiér
V budově se kromě velkého chrámového sálu nachází také byt faráře, byt kostelníka, divadelní sál a kolumbárium.
Chrámový sál s galerií a lavicemi uspořádanými do kruhových oblouků je umístěn v patře, situován úhlopříčně a zastropen širokou betonovou skořepinou. Nad kazatelnou jsou umístěny tematické symboly Bible a kalichu malíře Miroslava Rady.
Divadelní sál určený pro pořádání představení, přednášek i společenské setkávání se nachází v suterénu pod chrámovým sálem a je vyzdoben výmalbou podle návrhu architekta Davida Vávry.